# Sede Rai di Genova
La Sede Rai di Genova è il centro di produzione radiotelevisiva regionale della Rai nella Liguria.

## Storia
La Rai era presente nel 1928 in via San Luca. Durante la seconda guerra mondiale gli uffici vennero trasferiti in via delle Palme a Nervi. Dopo la guerra le trasmissioni ripresero nel 26 aprile del 1945, dalla sede di piazza della Vittoria che rimase fino al 1966, quando si trasferì in corso Europa, tuttora in uso.

## Direzione
Direttore dell'intera sede regionale Rai di Genova dal 1º gennaio 2020 è Antonella Pacetti.

## Televisione

### Programmi
- Buongiorno Regione
- Il Settimanale
- TG Regione
- TGR Meteo (14:20 e 19:55). Il territorio regionale è suddiviso in zone climatiche: Alpi Marittime e Riviera di Ponente (comprendente Savona, Imperia, Dego e Pieve di Teco), Appennino Ligure e Riviera Genovese (comprendente Genova, Sassello, Busalla e Casella) e Riviera di Levante e Appennino Ligure (comprendente La Spezia, Monterosso, Varese Ligure e Rapallo).
- Estate Decameron, trasmessa all'interno dei TGR, solo durante il periodo estivo.
- TG Itinerante, trasmessa all'interno dei TGR.